# Muhammad Sadiq (Generaloberst)

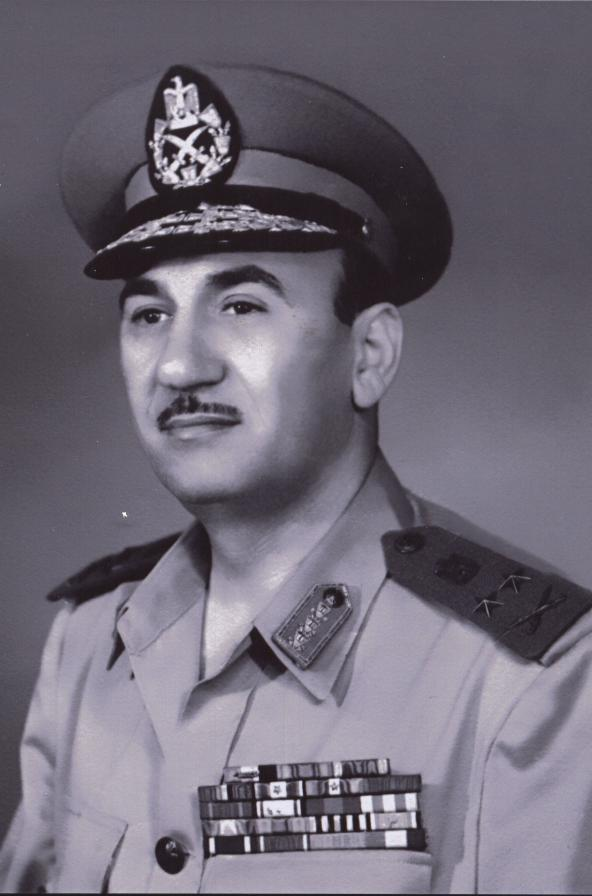
Muhammad Sadiq

Muhammad Ahmad Sadiq (arabisch محمد أحمد صادق, DMG Muḥammad Aḥmad Ṣādiq; * 14. Oktober 1917 in Kairo, Sultanat Ägypten; † 25. März 1991 in Kairo, Ägypten) war ein ägyptischer Generaloberst, der unter der Herrschaft von Präsident Anwar as-Sadat als Verteidigungsminister diente.

## Leben

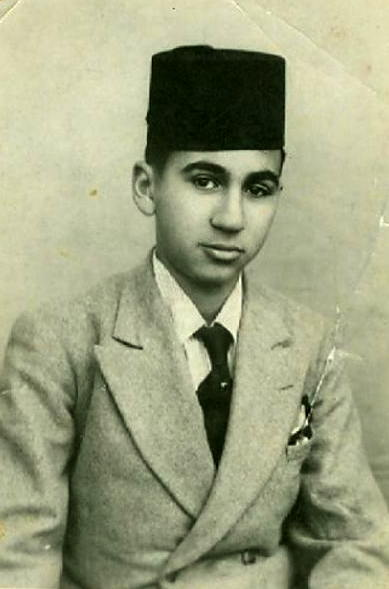
Muhammad Sadiq in seiner Jugend, 1927

Sadiq absolvierte 1938 die ägyptische Militärakademie und die Militärakademie M.W. Frunse (heute Allgemeine Militärakademie der Russischen Streitkräfte) in der Sowjetunion.

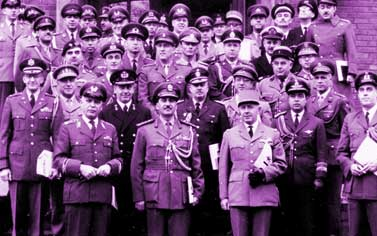
Muhammad Sadiq in Deutschland

Sadiq trat der Armee bei und wahr 1948 am Palästinakrieg und 1956 an der Sueskrise beteiligt während der er bei der 2. Infanterie-Division diente. Von 1962 bis 1964 war er Militärattaché an der ägyptischen Botschaft in Bonn. Von Juni 1967 bis 1969 war er Leiter des militärischen Geheimdienstes. Im September 1969 war er kurzzeitig als Generalsekretär der Panarabischen Organisation für militärische Angelegenheiten zuständig. Außerdem wurde er im September 1969 von Präsident Gamal Abdel Nasser zum Leiter des Generalstabs ernannt. 1970 wurde Sadiq zum Generalleutnant befördert.
Sadiq wurde im Mai 1971 von Anwar as-Sadat zum Verteidigungsminister ernannt, als Mohamed Fawzi von seinem Amt zurücktrat. Bei seiner Ernennung wurde er zum General befördert. Als Sadiq im Amt war, war er auch der Oberbefehlshabers der Streitkräfte. Im Oktober 1972 wurde Sadiq aus dem Amt entlassen und unter Hausarrest gestellt. Sadiqs antisowjetische Haltung wurde als Grund für seine Entlassung angeführt. Ein weiterer Grund für Sadiqs Entlassung war seine Kritik an Anwar as-Sadats Vorgehen bezüglich des Krieges mit Israel. Sadiq wurde im Oktober 1972 von Ahmad Ismail Ali als Verteidigungsminister abgelöst.